# Riesel
Riesel – miasto w Stanach Zjednoczonych, w stanie Teksas, w hrabstwie McLennan.